# Coccimela
Coccimela is een geslacht van kevers uit de familie bladkevers (Chrysomelidae).
De wetenschappelijke naam van het geslacht werd in 1898 gepubliceerd door Julius Weise.

## Soorten
- Coccimela lopatini (Daccordi, 1983)